# Equus ferus

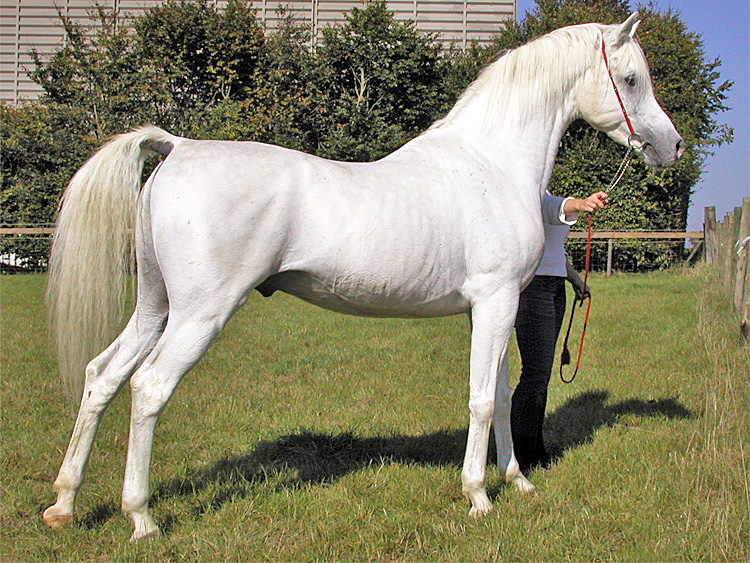
Un caballo doméstico (Equus ferus caballus).

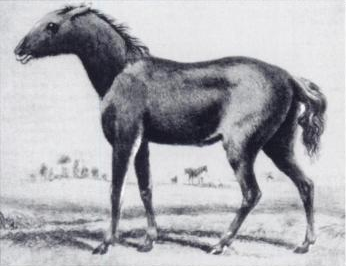
Un tarpán (Equus ferus ferus), taxón extinto, del cual desciende el caballo doméstico.

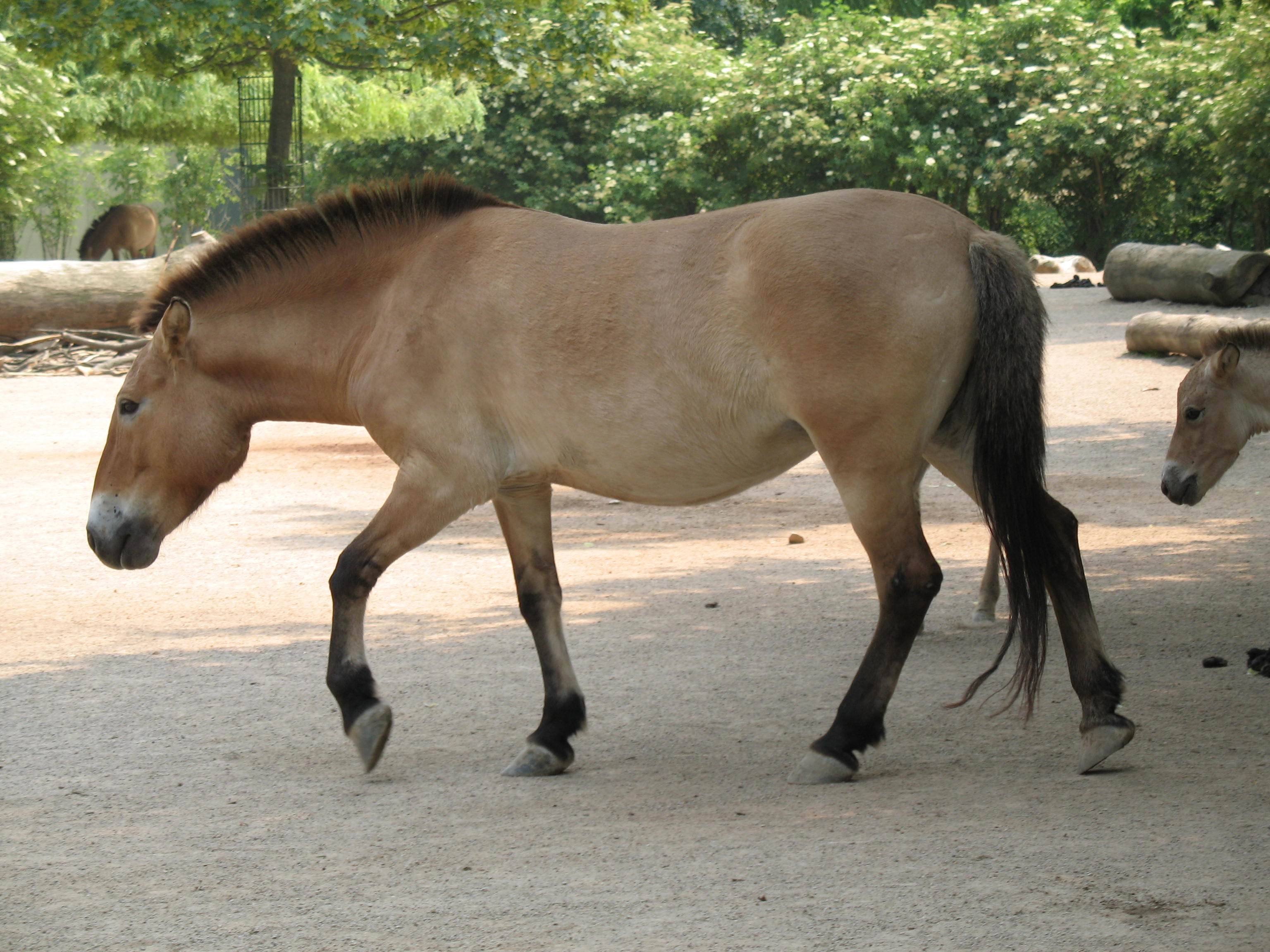
Un caballo de Przewalski (Equus ferus przewalskii), taxón salvaje, aún vivente.

Equus ferus es la especie a la que pertenecen tanto el caballo doméstico (Equus ferus caballus) como su antepasado salvaje eurasiático extinto (Equus ferus ferus), conocido como «tarpán», así como el caballo de Przewalski (Equus ferus przewalskii), un taxón salvaje que aún vive en las estepas del centro de Asia.

## Nomenclatura
El tarpán fue descrito por primera vez por Johann Friedrich Gmelin en 1774. Gmelin había visto los animales en 1769 en la región de Bobrovsk, cerca de Vorónezh. En 1784 Pieter Boddaert llamó al taxón Equus ferus, basándose en la descripción de Gmelin. El último ejemplar de tarpán murió en el zoológico de Moscú en 1875. Sin conocer el nombre de Boddaert, Otto Antonius publicó el nombre de Equus gmelini en 1912, de nuevo refiriéndose a las descripciones de Gmelin. 
El caballo doméstico, llamado Equus caballus por Carlos Linneo en 1758, desciende del tarpán. En una aplicación estricta de las normas del Código Internacional de Nomenclatura Zoológica, el tarpán fue llamado E. caballus ferus. 
En 2003, la Comisión Internacional de Nomenclatura Zoológica emitió una norma, conocida como Opinión 2027, que estableció una excepción en el principio de prioridad de los nombres científicos para que prevalecieran los nombres de las subespecies salvajes frente a las domésticas de 17 especies, y así evitar la paradoja de que los linajes más antiguos fueran nombrados como subespecies de sus descendientes domésticos. Entre los taxones comprendidos estaban los caballos, por lo cual el nombre científico para la especie, englobando a caballos domésticos y salvajes, es Equus ferus, siendo denominados los caballos domésticos E. f. caballus, el tarpán E. f. ferus, y el caballo de Przewalski E. f. przewalskii.

## Taxonomía
Se han realizado estudios entre las dos subespecies vivientes de esta especie. Un estudio molecular en el año 2009 utilizando ADN antiguo (recuperado de restos paleontológicos) sitúa al caballo de Przewalski en la misma especie que el tarpán, y por lo tanto del caballo doméstico. Posteriores análisis de ADN mitocondrial sugirieron que el caballo de Przewalski y el tarpán se separaron hace unos 160 000 años. El cariotipo del caballo de Przewalski posee un par de cromosomas menos que el cariotipo del caballo doméstico, ya sea por la fisión del cromosoma 5 del caballo doméstico en el caballo de Przewalski o fusión de los cromosomas 23 y 24 del caballo de Przewalski en el caballo doméstico. En comparación, las diferencias cromosómicas entre los caballos domésticos y las cebras poseen numerosas translocaciones, fusiones e inversiones. Se sabe que el caballo de Przewalski tiene el número de cromosomas diploides más alto de entre todas las especies equinas. El caballo de Przewalski puede cruzarse con el caballo doméstico y producir descendencia fértil (de 65 cromosomas).